# ポストシップ

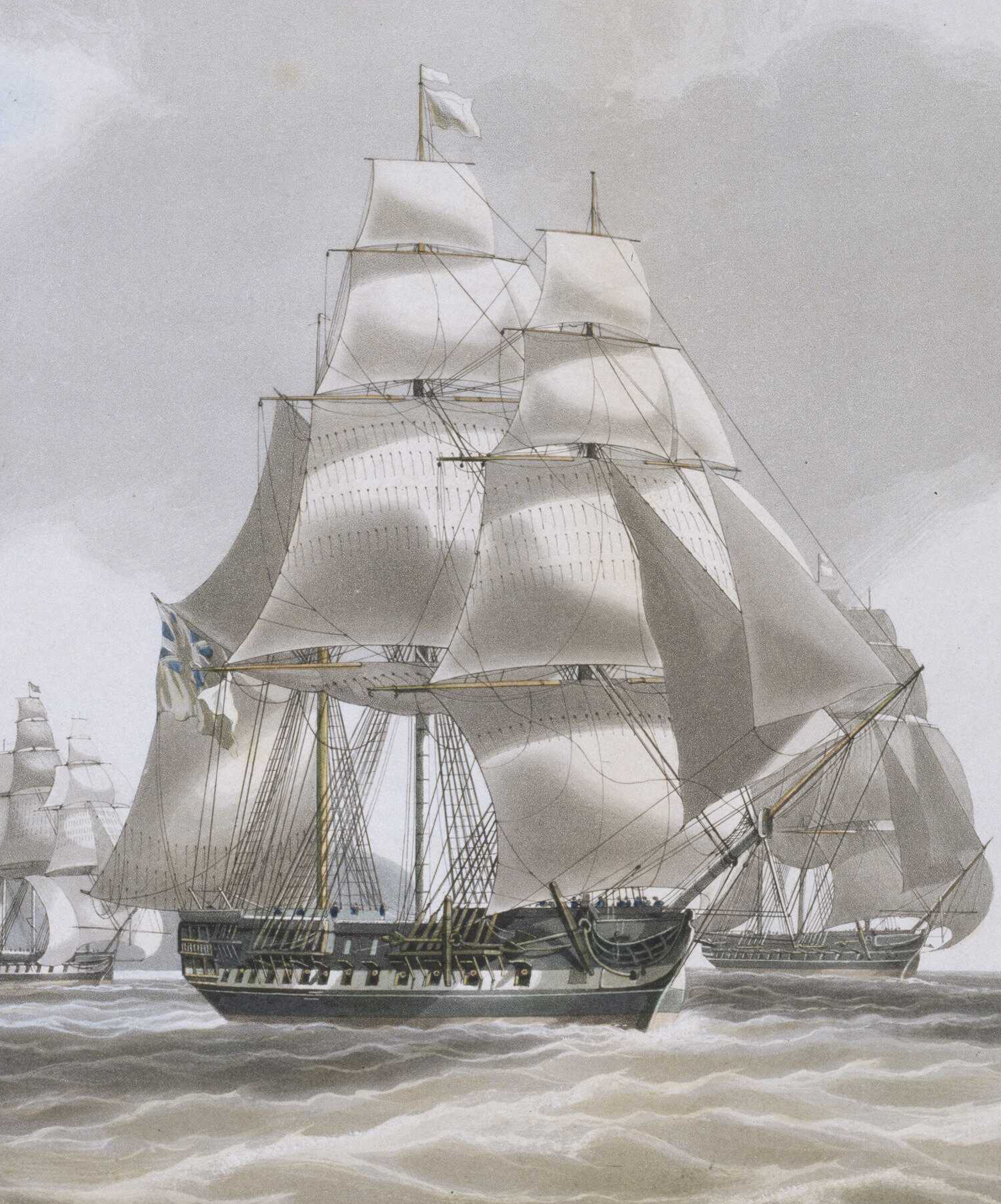
HMS Ariadne（ヘルメス級のポストシップ）

ポストシップ（Post ship）とは、18世紀後半とナポレオン戦争中、イギリス海軍で6等艦を表す呼称。通常のフリゲートよりも小さく、搭載する砲は28門未満だが、等級のある艦（最低でも20門）であるため、艦長（Commanding Officer）には、海尉や海尉艦長ではなく勅任艦長が必要だった。したがって、20門から26門の砲を搭載した船はポストシップだった。これは1817年以降は変更された。
海軍士官はしばしばポストシップをフリゲートと呼んだが、専門的かつ厳密な場面では海軍本部はそれらをフリゲートとは呼ばなかった。船型としてはフリゲートで、伝統的なクォーターデッキと船首楼（ポストシップの特徴的な要素で、20門スループにはなかった）を備えていたが、真のフリゲートとは異なり、船体中央部の最下甲板がなかった。船の重心が高いため、低速であり、風上への帆走性能も低かったが、航洋性（耐波性）はあった。戦時でなければ、イギリス海軍は、特に遠く離れた海外の基地で、フリゲート艦の代わりにそれらを頻繁に使用していた。戦時中は、船足の遅さから、主に船団護衛任務に使用された。
この時代の「シップ」という言葉は単なる「船」という意味でなく、普通は帆装の型式を指すが、「ポストシップ」の場合は帆装の型式だけではなく、艦長も正規の艦長である勅任艦長であるためこのように呼ばれるようになった。これに対して、正規の艦長ではない海尉艦長が指揮する船は帆装の型式によらず「スループ」と呼ばれる。実際のところ、6等艦はすべていわゆるフルリグドシップだった。つまり、3本マストに横帆を備えていた。
ポストシップの例としてはカミラ (6等艦)を参照。1770年代に建造された10隻のスフィンクス級ポストシップだった。
アメリカ海軍は、このタイプの船を「第3級フリゲート third-class frigates」と呼んでいた。